# Perry County, Mississippi
Perry County är ett administrativt område i delstaten Mississippi, USA, med 12 250 invånare. Den administrativa huvudorten (county seat) är New Augusta. 

## Geografi
Enligt United States Census Bureau så har countyt en total area på 1 683 km². 1 675 km² av den arean är land och 8 km² är vatten. 

### Angränsande countyn

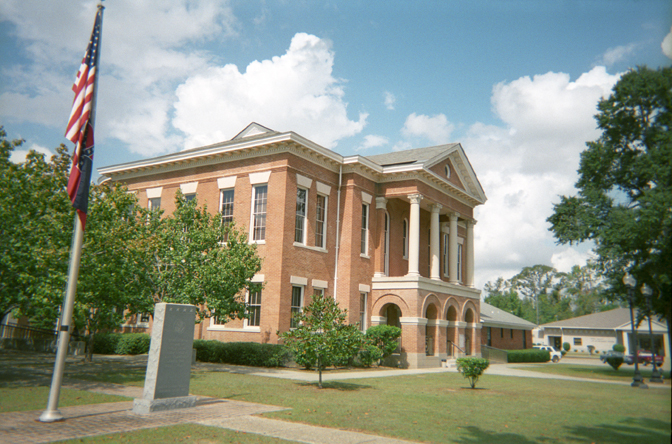
Perry County courthouse New Augusta.

- Wayne County - nordost
- Greene County - öst
- George County - sydost
- Stone County - syd
- Forrest County - väst
- Jones County - nordväst